# Rejon frankowski
Rejon frankowski (ukr. Франкі́вський райо́н) – jeden z sześciu rejonów miejskiej rady Lwowa, obejmujący centralno-południowy obszar miasta: Nowy Świat, część Bogdanówki, Kulparków, Kastelówkę oraz Wulkę ze Wzgórzami Wuleckimi.